# Kaunisvaara (kulle i Finland)
Kaunisvaara är en kulle i Finland. Den ligger i Enare kommun och landskapet Lappland, i den norra delen av landet, 1 000 km norr om huvudstaden Helsingfors. Toppen på Kaunisvaara är 307 meter över havet.
Terrängen runt Kaunisvaara är huvudsakligen platt, men norrut är den kuperad.  Trakten runt Kaunisvaara är nära nog obefolkad, med mindre än två invånare per kvadratkilometer. Närmaste större samhälle är Enare kyrkby, 11,7 km sydost om Kaunisvaara. 